# Telemadrid
Telemadrid ist die erste autonome Fernsehstation der Autonomen Gemeinschaft Madrid und die fünfte autonome Fernsehstation in Spanien nach Televisió de Catalunya, Euskal Telebista, Televisión de Galicia und Canal Sur. Sie war von Anfang an an die Federación de Organismos o Entidades de Radio y Televisión Autonómicos angeschlossen und ist ein öffentlicher Sender im Besitz Autonomen Gemeinschaft Madrid. Der Sender startete seinen Sendebetrieb am 2. Mai 1989. Im Programm dominieren Bildungssendungen, doch auch aktuelle Sendungen mit politischen Inhalten, da Madrid Sitz der spanischen Regierung ist. Der Schwestersender von Telemadrid ist LaOtra.

## Empfang außerhalb Spaniens
Die internationale Version von Telemadrid war in weiten Teilen Europas über Astra 1KR frei zu empfangen. Aktuell (4. Juni 2013) ist Telemadrid auf Astra 19,2 Ost abgeschaltet. Ebenfalls empfangbar ist der Sender über das Internet via Zattoo.